# ماثيو دونهام
ماثيو دونهام (بالإنجليزية: Matthew Dunham)‏ هو مجدف نيوزيلندي، ولد في 15 أغسطس 1994 في تاكابونا ‏ في نيوزيلندا.

## وصلات خارجية
- ماثيو دونهام على موقع الاتحاد الدولي للتجديف (الإنجليزية)
- ماثيو دونهام على موقع اللجنة الأولمبية النيوزيلندية (الإنجليزية)